# Xavi
Xavier Hernández Creus (Terrassa, 25 de janeiro de 1980), mais conhecido como Xavi, é um treinador e ex-futebolista espanhol que atuava como meio-campista. Atualmente está sem clube.
Amplamente considerado um dos melhores meio-campistas de todos os tempos, era conhecido pelo seus passes, sua retenção de bola e pela visão de jogo. Xavi ingressou na La Masia, base do Barcelona, aos 11 anos de idade, e fez sua estreia pelo time principal contra o Mallorca, em 18 de agosto de 1998, aos 18 anos. Ao todo, ele disputou 767 partidas oficiais, um antigo recorde do clube, agora detido por Lionel Messi, e marcou 85 gols. Ele ganhou 25 títulos pelo clube, incluindo oito títulos da La Liga e quatro títulos da Liga dos Campeões da UEFA. Ele ficou em terceiro lugar no prêmio de Melhor Jogador do Mundo pela FIFA em 2009, bem como na Bola de Ouro do mesmo ano, e também ficou em terceiro lugar no seu prêmio sucessor, o FIFA Ballon d'Or, por duas vezes, em 2010 e 2011. Em 2011, foi segundo colocado no prêmio Melhor Jogador da UEFA na Europa. Em 2015, ele saiu do Barcelona para jogar no Al-Sadd, onde ganhou quatro títulos antes de se aposentar em 2019, tornando-se técnico do clube no mesmo ano.
Pela Espanha, Xavi ganhou a Copa do Mundo Sub-20 em 1999, e a medalha de prata nos Jogos Olímpicos de Verão de 2000. Depois de fazer sua estreia pela Seleção Espanhola principal em 2000, ele jogou por 133 vezes pelo seu país e foi uma figura influente no sucesso da equipe. Ele desempenhou um papel fundamental na conquista da Copa do Mundo de 2010, bem como nas conquistas da Euro 2008 e da Euro 2012. Ele foi nomeado o Melhor Jogador da Euro de 2008, e foi escalado no Time do Torneio da Euro de 2008 e 2012. Com duas assistências na final da Euro 2012, Xavi se tornou o primeiro jogador na história a dar assistências em duas finais da Euro diferentes, depois de dar a assistência para o gol da vitória na final de quatro anos antes. Após a Copa do Mundo de 2014, Xavi anunciou sua aposentadoria da Seleção.
Xavi recebeu o prêmio de Melhor Playmaker do Mundo pela IFFHS por quatro vezes consecutivas, entre 2008 e 2011. Ele foi incluído na seleção da FIFA, chamada de FIFPro World XI, por seis vezes: de 2008 a 2013, e na Equipe do Ano da UEFA por cinco vezes: de 2008 a 2012. Em 2020, Xavi foi escalado no Ballon d'Or Dream Team, o maior XI de todos os tempos, publicado pela revista France Football. Xavi ganhou 32 títulos em sua carreira, o que faz dele o segundo jogador espanhol com mais títulos da história, atrás apenas de seu ex-companheiro de equipe, Andrés Iniesta. Em 2012, Xavi recebeu o Prêmio Príncipe das Astúrias. Após sua aposentadoria, Xavi tornou-se técnico em 2019 e assumiu o comando do seu último time como jogador, o Al-Sadd.

## Infância e juventude
Em 1985, aos cinco anos de idade, Xavi começou a jogar numa escolinha de futebol, e nessa idade é comum que as crianças não tenham noção de posicionamento, portanto correm todos para o ataque, vão aonde a bola está. Só que o menino Xavi ficava parado no meio de campo e os adultos estranhavam esse comportamento. Certo dia seu pai lhe perguntou: "Filho, por que você está aí parado e não vai ao ataque como os outros meninos?", Xavi, com cinco anos de idade, respondeu: "Porque se eu não estiver aqui, a bola não chegará até lá".
Seis anos depois, em 1991, quando tinha 11 anos de idade, o pai de Xavi resolveu colocá-lo nas categorias de base do Barcelona.

## Carreira como jogador

### Barcelona

#### Início
Formado nas categorias de base do Barcelona (La Masia), inicialmente Xavi defendeu o Barcelona B entre 1997 e 1999. O meio-campista passou quase toda a sua carreira no clube do Camp Nou, onde chegou aos 11 anos de idade e permaneceu até 2015. Meia de grande visão de jogo, reflexo, qualidade técnica e passes extremamente precisos, estreou profissionalmente em 1998.
Naquele ano, a evolução de Xavi através das equipes de base chamou a atenção do então treinador Louis van Gaal, que lhe deu uma chance de estrear pela equipe principal do Barça no dia 18 de agosto de 1998, na final da Supercopa da Espanha contra o Mallorca. Logo em sua estreia, Xavi marcou seu primeiro gol pelo Barcelona. Em sua primeira temporada como profissional, conquistou seu primeiro título: a La Liga de 1998–99.
Com a sequência de lesões do então titular absoluto Josep Guardiola, que atuava na mesma posição, Xavi passou a atuar cada vez entre os titulares. A cada ano que se passava, ganhava cada vez mais oportunidades e sua evolução técnica era notável. Com a saída de Guardiola em 2001, não havia nenhum concorrente de peso para aquele setor do campo e Xavi tornou-se titular absoluto, atuando em quase todas as partidas da La Liga na temporada 2001–02. Virou uma peça-chave no meio-campo da equipe catalã e garantiu seu espaço na Seleção Espanhola, sendo convocado para a Copa do Mundo de 2002, realizada na Coreia e no Japão.
Tornou-se o vice capitão da equipe na temporada 2004–05, já que a braçadeira pertencia a Carles Puyol. Na temporada seguinte, 2005–06, Xavi rompeu os ligamentos do joelho esquerdo em um treinamento, e ficou fora de ação durante cinco meses, perdendo a maior parte daquela temporada e retornando às vésperas da final da Liga dos Campeões da UEFA, partida em que foi reserva por não estar em totais condições de jogo.

#### O auge

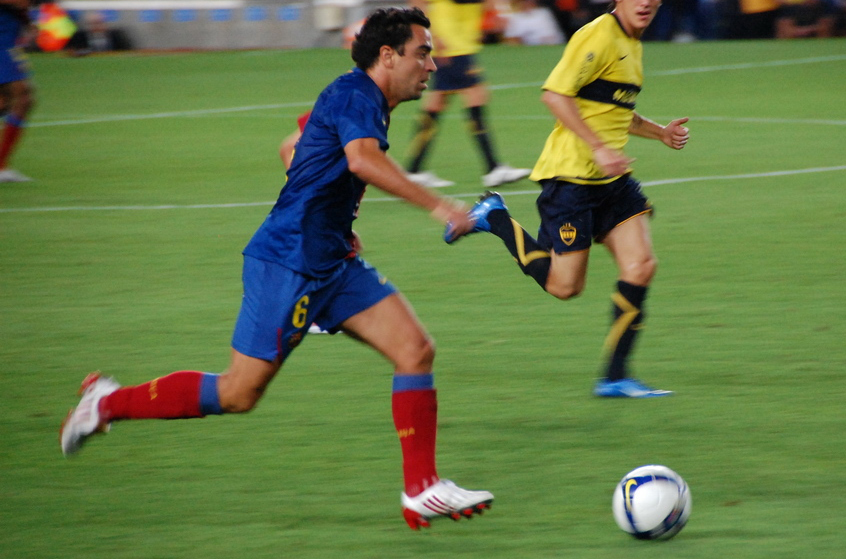
Xavi atuando pelo Barcelona em 2008

Na temporada 2008–09, Xavi foi fundamental para o Barcelona na conquista da tríplice coroa. Ele foi um dos principais jogadores da equipe durante esta conquista, atuando com excelência nas três competições: marcou um gol de falta na final da Copa do Rei, o quarto na vitória por 4 a 1 sobre o Athletic Bilbao. Pela La Liga, entre as muitas boas atuações, talvez a mais lembrada seja a vitória por 6 a 2 contra o Real Madrid, no chamado El Clásico, realizado em 2 de maio de 2009. Nesta partida, Xavi deu assistências para quatro dos seis gols de sua equipe (uma para Carles Puyol, uma para Thierry Henry e duas para Lionel Messi). O resultado do Barcelona no El Clásico foi crucial para a conquista do título da liga naquela temporada. Na reta final da temporada, Xavi ainda ajudou o Barcelona a vencer a final da Liga dos Campeões da UEFA contra o Manchester United, que terminou com o resultado favorável de 2 a 0 para os catalães, dando assistência para o segundo gol, de cabeça, marcado por Messi, aos 70 minutos de jogo. Xavi quase marcou o seu gol num forte chute de fora da área, que acertou em cheio o travessão. Ao final do torneio, Xavi foi eleito o melhor meio-campista da Liga dos Campeões da UEFA de 2008–09, somando este prêmio ao título coletivo da equipe do Barcelona na competição.
No dia 14 de fevereiro de 2009, Xavi igualou Carles Rexach na lista de mais jogos com a camisa do Barcelona, quando ele fez seu jogo de número 452, em sua 11ª temporada no clube. Ficou atrás apenas de Miguel Bernardo Bianquetti, o Migueli, que tem um total de 548 partidas entre 1973 e 1988. Ainda neste ano, foi finalista do prêmio de melhor jogador do mundo pela FIFA, perdendo para o seu companheiro de clube Lionel Messi. Por fim, em um ano de muitas conquistas, Xavi foi eleito o melhor do mundo pela IFFHS, organização reconhecida pela FIFA que é responsável por administrar e divulgar todos as estatísticas do futebol e também premia os melhores do mundo.
Ao final da temporada, renovou seu contrato com o clube até 2014. O novo contrato fez do seu salário um dos maiores dentre os jogadores do clube na época, recebendo cerca de 7,5 milhões de euros por ano. No total, Xavi acumulou 30 assistências em todas as competições na temporada.

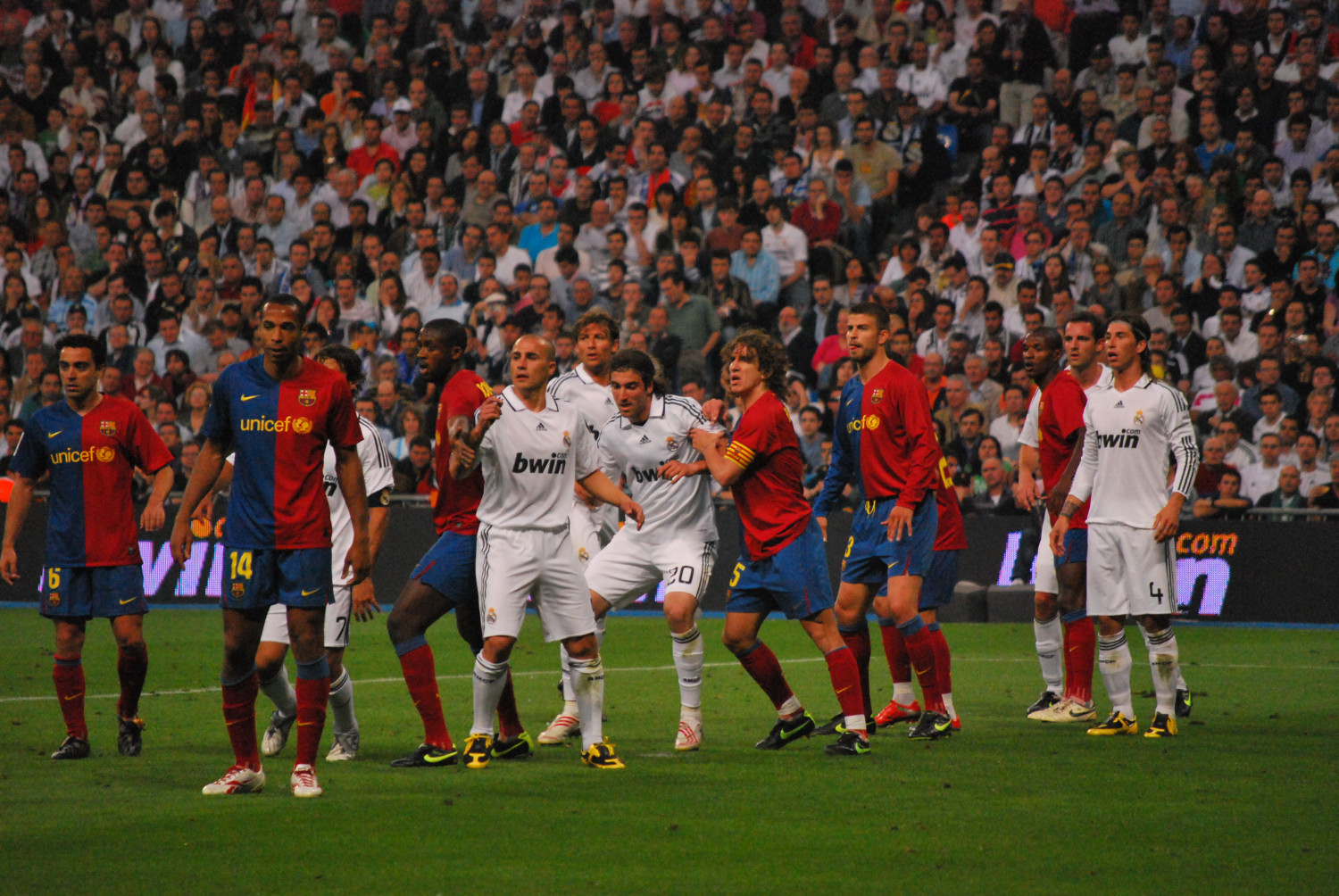
Xavi (esq.) durante um El Clásico contra o Real Madrid

Na temporada seguinte, 2009–10, Xavi continuou em excelente forma, liderando o meio de campo da equipe e sendo o líder de assistências da mesma. Ao fim da temporada, o jornal espanhol Marca colocou Xavi como o terceiro melhor jogador da La Liga naquela temporada, atrás apenas de Lionel Messi e Cristiano Ronaldo. Foi também eleito o segundo melhor jogador do Barcelona, em votação aberta aos torcedores. No dia 9 de junho de 2010, assinou um novo contrato com o clube, agora com opção de renovação automática até 2016, dependendo do número de jogos disputados.
Numa das primeiras rodadas da temporada 2010–11, Xavi marcou um dos gols da histórica goleada por 5 a 0 sobre o rival Real Madrid, no Camp Nou, em 29 de novembro de 2010. Dias depois, no dia 18 de dezembro, fez mais um gol na vitória por 5 a 1 sobre o Espanyol, no chamado El Derbi Barceloní, já que os dois clubes são da cidade de Barcelona. Foi novamente finalista do prêmio da entidade máxima do futebol, agora denominado Bola de Ouro da FIFA. Desta vez, todos os três finalistas eram jogadores do Barcelona: além de Xavi, Andrés Iniesta e novamente Lionel Messi. Desta vez, Xavi era o grande favorito pelo fato de ter conquistado a Copa do Mundo FIFA de 2010, mas Messi faturou mais uma vez o prêmio. Entretanto, na votação da revista World Soccer, Xavi conseguiu vencer o argentino e faturou o prêmio.
No dia 2 de janeiro de 2011, numa partida da La Liga contra o Levante, Xavi fez o seu jogo de número 549 pelo Barcelona, igualando o recorde de Miguel Bernardo Bianquetti, o "Migueli", lendário zagueiro espanhol que atuou no clube nas décadas de 1970 e 1980, como o futebolista com mais jogos pelo clube. Após a partida, recebeu uma homenagem frente a quase 100 mil pessoas no Camp Nou. Em entrevista à Barça TV, emissora oficial do clube, Xavi comentou a homenagem e tratou o recorde num tom bem-humorado:
| “                                                                | Eu realmente não esperava. Não me haviam dito nada, mas estou muito agradecido a todos. Víctor e Andrés ainda são muito jovens e tenho quase certeza que podem superar o meu recorde. Carles tem dois anos a mais que eu e creio que para ele é mais complicado. | ” |
| — Xavi, sobre o seu recorde de mais jogos com a camisa do Barça. | |   |

Posteriormente, Xavi superou o recorde de Migueli e abriu uma larga vantagem na lista, superando recentemente a marca de 600 jogos pelo Barça. Ao final desta mesma temporada, ajudou o clube na conquista de mais uma La Liga, a sexta de sua carreira, e novamente a Liga dos Campeões da UEFA, que já havia conquistado nas temporadas 2005–06 e 2008–09.
Em dezembro de 2011, conquistou pela segunda vez na carreira a Copa do Mundo de Clubes da FIFA. Xavi marcou um gol na goleada de 4 a 0 sobre o Santos de Neymar na final da competição.

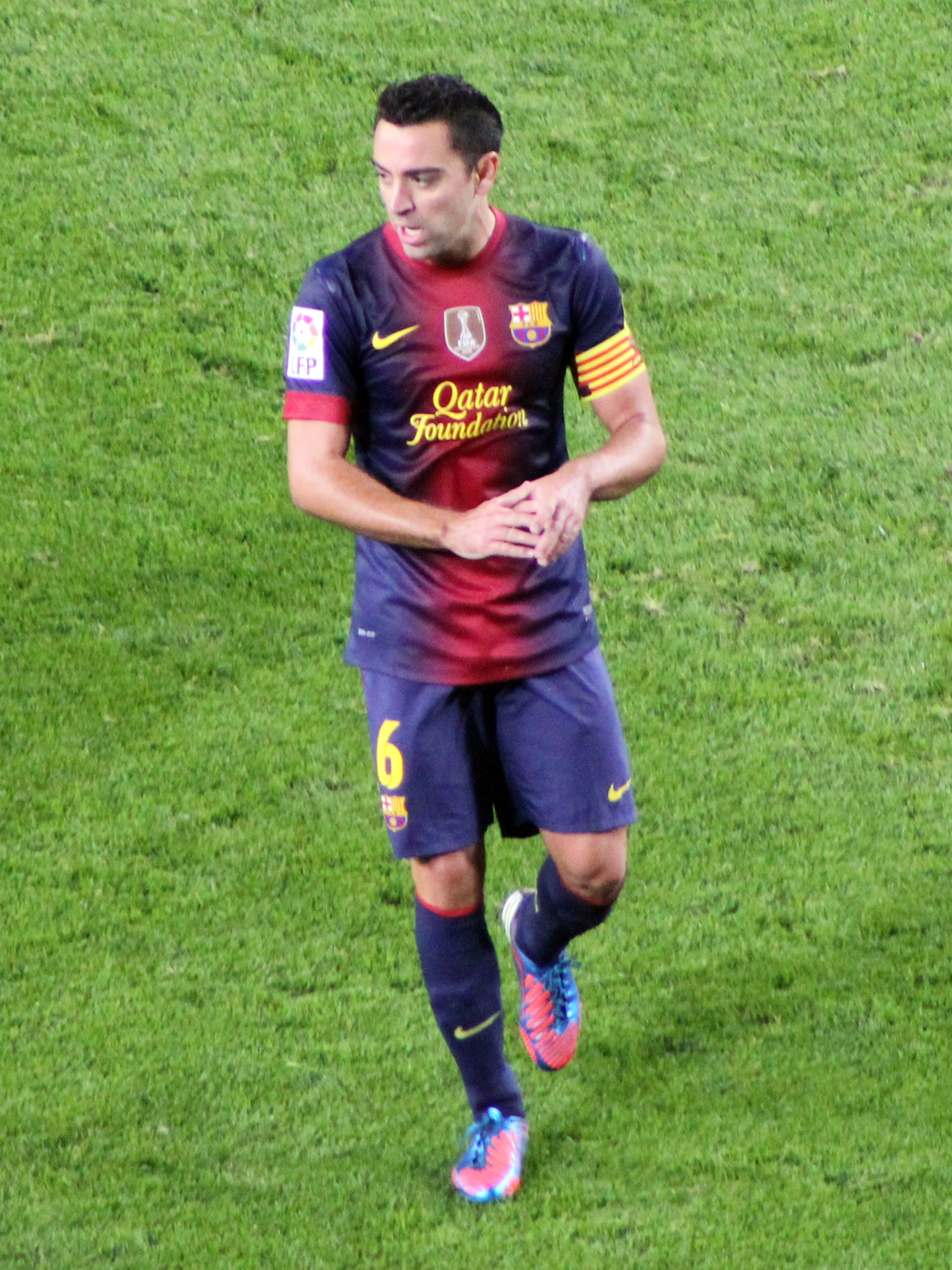
Xavi como capitão do Barça em novembro de 2012

Na temporada 2011–12 o bom futebol continuou, entretanto, os títulos não vieram. O Barça foi eliminado na semifinal da Liga dos Campeões para o Chelsea após perder no Stamford Bridge por 1 a 0 e empatar no Camp Nou num emocionante 2 a 2. Pela Liga, o Barça perdeu o título para o seu maior rival, Real Madrid, e terminou a competição na segunda colocação.
Em 2012–13 Xavi venceu a sua sétima La Liga, tendo participação efetiva como titular na maioria dos jogos. Em agosto de 2013, com a aposentadoria de Puyol, foi Xavi quem herdou a faixa de capitão.
Já na temporada 2013–14, Xavi já não estava com o mesmo futebol em alto nível como nos últimos anos, e isso foi um fator determinante para a temporada improdutiva da equipe catalã, que mais uma vez ficou sem títulos.

#### Saída do clube
Conquistou a tríplice coroa na sua última temporada (2014–15) pelo Barça, tendo participado da maioria das partidas da La Liga e sendo reserva do croata Ivan Rakitić nos jogos da Liga dos Campeões da UEFA. No dia 21 de maio de 2015, antes da última partida pela Liga Espanhola, anunciou em entrevista coletiva que deixaria o Barcelona após vinte e quatro anos de vínculo, e que firmou contrato com o Al-Sadd, do Catar, por duas temporadas.

### Al-Sadd
No dia 11 de junho de 2015, depois de quase 20 anos na equipe principal do Barcelona, Xavi foi anunciado como reforço do Al-Sadd, do Catar, com contrato válido por duas temporadas. Em seu novo projeto, o meio-campista também foi anunciado como embaixador da Copa do Mundo de 2022, que acontecerá no país do Oriente Médio. Segundo ele, o Barcelona lhe ofereceu um novo contrato, válido até 2018, que Xavi acabou rejeitando, por já ter assumido compromisso com os catares.

## Seleção Nacional
Estreou pela Seleção Espanhola no Sub-17, em 1997. Pelo Sub-20, foi campeão do Mundial Sub-20 de 1999, e medalha de prata nos Jogos Olímpicos de Sydney, em 2000.
Pela Seleção Espanhola principal, Xavi disputou as Copas do Mundo FIFA de 2002, 2006 e 2010 (onde La Furia foi campeã) e 2014.
Já atuou também pela Seleção Catalã, equipe que não é reconhecida pela FIFA como uma seleção nacional e, assim, só pode jogar partidas amistosas.

### Copa do Mundo de 2006
Recuperou-se a tempo de uma lesão sofrida em dezembro de 2005, conseguindo a vaga para a Copa do Mundo de 2006, realizada na Alemanha. A Espanha tinha grandes expectativas para aquele Mundial, mas acabou ficando nas oitavas de final graças a um inspirado Zinédine Zidane, que estava prestes a encerrar sua carreira e comandava a França no torneio.

### Euro 2008

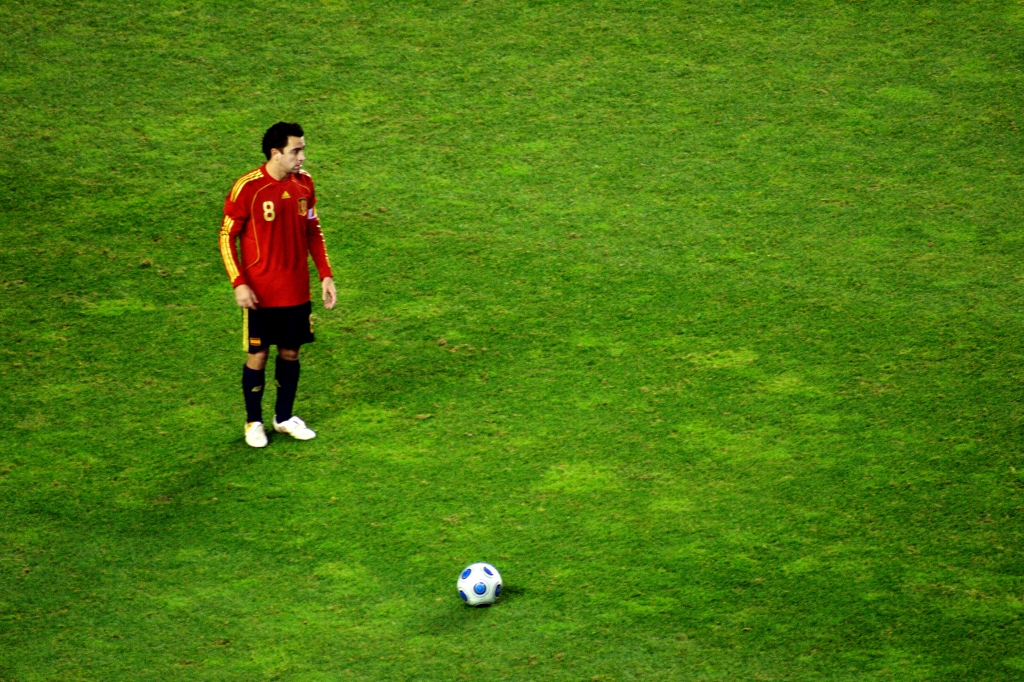
Xavi atuando pela Espanha num jogo contra a Inglaterra, em 2009

Dois anos depois, Xavi conquistou a Euro 2008 sendo ainda eleito o melhor jogador do torneio. O meia foi o "cérebro" da equipe naquela Euro, o jogador mais responsável pela ligação entre defesa e ataque, e passou então a ser considerado um dos melhores do mundo.

### Copa do Mundo de 2010
Após este torneio, a Espanha se classificou para a Copa do Mundo FIFA de 2010, realizada na África do Sul, de forma invicta, com a incrível marca de dez vitórias em dez jogos por seu grupo nas eliminatórias europeias, sofrendo apenas cinco gols durante a dezena de partidas.
Com a Seleção Espanhola quase imbatível, Xavi chegou à África do Sul como um dos mais principais jogadores da equipe, já que o Barcelona, que na época era a base dos jogadores da Seleção, também vivia grande fase. Foi fundamental na conquista do primeiro título mundial dos espanhóis, sendo titular em todos os jogos, inclusive na final, quando a Espanha venceu a Holanda por 1 a 0, com gol de Andrés Iniesta, seu companheiro de clube.

### Euro 2012
Na Euro 2012, o jogador sagrou-se bicampeão da competição. Peça fundamental no meio-campo, Xavi foi titular em todas as seis partidas da Espanha no torneio, inclusive na grande atuação contra a Itália na final, em que deu duas assistências na goleada por 4 a 0.

### Copa do Mundo de 2014
Foi convocado para a Copa do Mundo de 2014, realizada no Brasil, mas sua equipe não passou da fase de grupos. Cerca de um mês depois, no dia 5 de agosto, Xavi anunciou a aposentadoria da Seleção Espanhola.

## Carreira como treinador

### Al-Sadd
No dia 28 de maio de 2019, Xavi foi confirmado como novo técnico do Al-Sadd, clube na qual se aposentou.

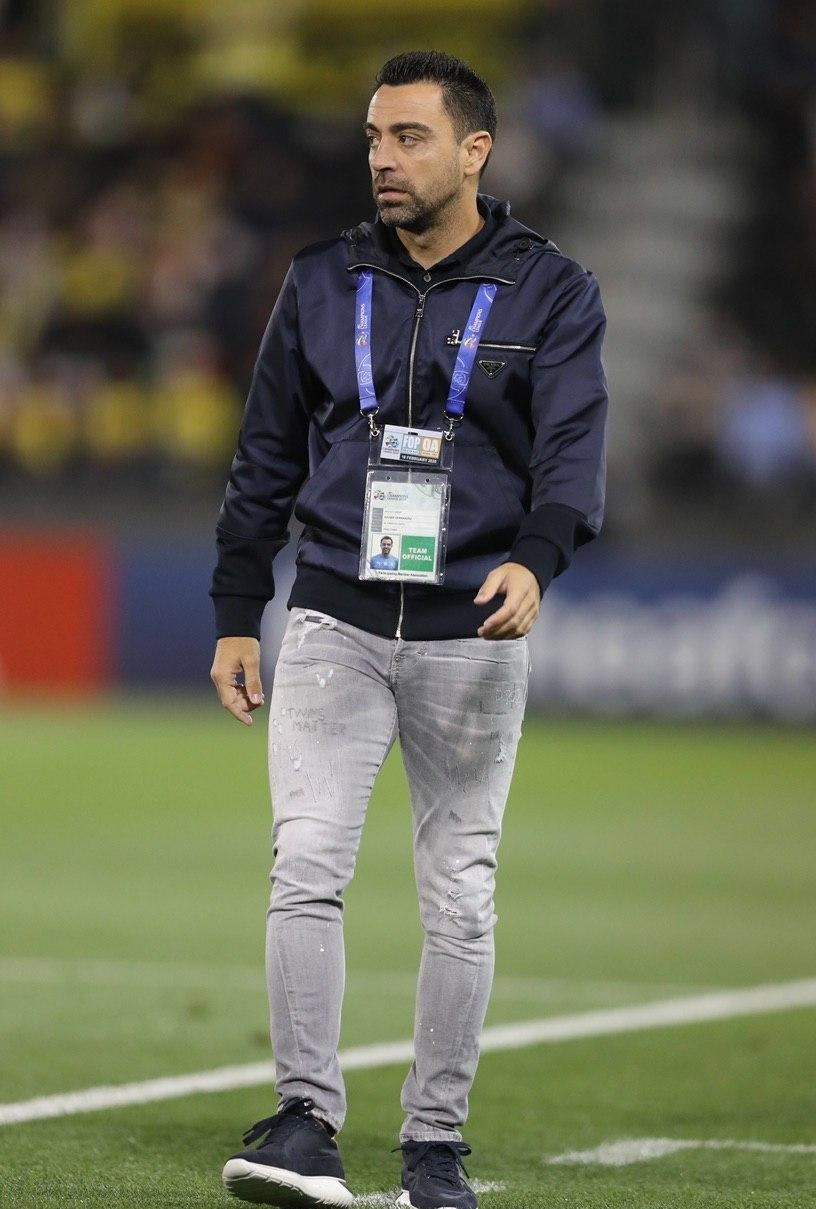
Xavi no comando do Al-Sadd em 2020

Iniciou bem a carreira fora dos gramados, pois conquistou seu primeiro título como treinador em apenas seu terceiro jogo oficial no comando da equipe. No dia 17 de agosto, o Al-Sadd de Xavi venceu o Al-Duhail por 1 a 0 e sagrou-se campeão da Supercopa do Catar.

### Barcelona
Pouco mais de dois anos depois, no dia 5 de novembro de 2021, o Al-Sadd anunciou a saída do treinador rumo ao Barcelona. Xavi chegou para substituir Ronald Koeman, demitido após uma derrota diante do Rayo Vallecano por 1 a 0. Já imaginando um convite para voltar ao clube, ele revelou ter rejeitado um convite para ser auxiliar técnico de Tite na Seleção Brasileira. Xavi venceu seu primeiro El Clásico no dia 20 de março de 2022, com uma goleada sobre o Real Madrid no Estádio Santiago Bernabéu, em jogo válido pela 29ª da La Liga. O Barcelona goleou por 4 a 0, com gols de Pierre-Emerick Aubameyang (duas vezes), Ronald Araújo e Ferran Torres.
Finalizou sua primeira temporada (2021–22) sem nenhum título conquistado, mas com o saldo positivo de 20 vitórias em 37 partidas. Além disso, o clube catalão terminou em segundo lugar no Campeonato Espanhol, garantindo assim uma vaga na fase de grupos da Liga dos Campeões da UEFA.
No dia 15 de janeiro de 2023, após a vitória por 3 a 1 sobre o Real Madrid com gols de Gavi, Robert Lewandowski e Pedri, Xavi conquistou a Supercopa da Espanha, seu primeiro título como técnico do Barcelona. Em 14 de maio, conquistou o título da La Liga depois de derrotar o rival Espanyol por 4 a 2, levando o clube ao seu primeiro título da competição desde a temporada 2018–19. Meses depois, no dia 22 de setembro, teve o seu contrato renovado até 2025.
Em janeiro de 2024, após o Barça sofrer uma goleada por 5 a 3 para o Villarreal, Xavi comunicou ao clube e a imprensa que deixaria o cargo no final da temporada. Entretanto, o treinador espanhol voltou atrás em sua decisão, anunciando que cumpriria seu contrato com o clube, válido até junho de 2025.
Cerca de um mês depois de dizer que seguiria no Barcelona, Xavi foi demitido do Barcelona no dia 24 de maio, após uma reunião com o presidente Joan Laporta e o diretor esportivo Deco. Além do time terminar a temporada 2023–24 sem levantar nenhum título, pesou nos bastidores uma declaração de Xavi sobre a situação financeira do clube, e que por isso seria ainda mais complicado concorrer com o Real Madrid na próxima temporada. O técnico deixou o Barcelona com 141 jogos no comando da equipe, com aproveitamento de 68,7%. Logo após a demissão, a Catalunya Ràdio publicou que Marc-André ter Stegen havia se reunido com Laporta e Deco para pedir a demissão de Xavi. No entanto, o goleiro se manifestou nas redes sociais e negou a acusação.

## Estatísticas como jogador
Atualizadas até 7 de maio de 2018

### Clubes
| Clube       | Temporada | Liga  | Liga | Copa  | Copa | Competições europeias | Competições europeias | Outras competições | Outras competições | Total | Total |
| Clube       | Temporada | Jogos | Gols | Jogos | Gols | Jogos                 | Gols                  | Jogos              | Gols               | Jogos | Gols  |
| ----------- | --------- | ----- | ---- | ----- | ---- | --------------------- | --------------------- | ------------------ | ------------------ | ----- | ----- |
| Barcelona B | 1997–98   | 39    | 2    | –     | –    | –                     | –                     | –                  | –                  | 39    | 2     |
| Barcelona B | 1998–99   | 18    | 0    | –     | –    | –                     | –                     | –                  | –                  | 18    | 0     |
| Barcelona B | 1999–00   | 4     | 1    | –     | –    | –                     | –                     | –                  | –                  | 4     | 1     |
| Barcelona B | Total     | 61    | 4    | –     | –    | –                     | –                     | –                  | –                  | 61    | 3     |
| Barcelona   | 1998–99   | 17    | 1    | 2     | 0    | 6                     | 0                     | 1                  | 1                  | 26    | 2     |
| Barcelona   | 1999–00   | 24    | 0    | 4     | 1    | 10                    | 1                     | 0                  | 0                  | 38    | 2     |
| Barcelona   | 2000–01   | 20    | 2    | 7     | 0    | 9                     | 0                     | –                  | –                  | 36    | 2     |
| Barcelona   | 2001–02   | 35    | 4    | 1     | 0    | 16                    | 0                     | –                  | –                  | 52    | 4     |
| Barcelona   | 2002–03   | 29    | 2    | 1     | 0    | 14                    | 1                     | –                  | –                  | 44    | 3     |
| Barcelona   | 2003–04   | 36    | 4    | 6     | 0    | 7                     | 1                     | –                  | –                  | 49    | 5     |
| Barcelona   | 2004–05   | 36    | 3    | 1     | 0    | 8                     | 0                     | –                  | –                  | 45    | 3     |
| Barcelona   | 2005–06   | 16    | 0    | 0     | 0    | 4                     | 0                     | 2                  | 0                  | 22    | 0     |
| Barcelona   | 2006–07   | 35    | 3    | 7     | 2    | 7                     | 0                     | 5                  | 1                  | 54    | 6     |
| Barcelona   | 2007-08   | 35    | 7    | 7     | 1    | 12                    | 1                     | –                  | –                  | 54    | 9     |
| Barcelona   | 2008–09   | 35    | 6    | 5     | 1    | 14                    | 3                     | –                  | –                  | 54    | 10    |
| Barcelona   | 2009–10   | 34    | 3    | 3     | 2    | 11                    | 1                     | 5                  | 1                  | 53    | 7     |
| Barcelona   | 2010–11   | 31    | 3    | 6     | 0    | 12                    | 2                     | 1                  | 0                  | 50    | 5     |
| Barcelona   | 2011–12   | 31    | 10   | 7     | 2    | 9                     | 1                     | 4                  | 1                  | 51    | 14    |
| Barcelona   | 2012–13   | 30    | 5    | 5     | 0    | 11                    | 1                     | 2                  | 1                  | 48    | 7     |
| Barcelona   | 2013–14   | 30    | 3    | 5     | 0    | 10                    | 1                     | 2                  | 0                  | 47    | 4     |
| Barcelona   | 2014–15   | 31    | 1    | 3     | 0    | 10                    | 0                     | 0                  | 0                  | 44    | 1     |
| Barcelona   | Total     | 506   | 58   | 70    | 9    | 173                   | 13                    | 22                 | 5                  | 767   | 84    |
| Al-Sadd     | 2015–16   | 24    | 3    | –     | –    | 1                     | 0                     | –                  | –                  | 25    | 3     |
| Al-Sadd     | 2016–17   | 26    | 10   | –     | –    | 1                     | 0                     | –                  | –                  | 27    | 10    |
| Al-Sadd     | 2017–18   | 18    | 6    | –     | –    | 6                     | 1                     | –                  | –                  | 24    | 7     |
| Al-Sadd     | Total     | 68    | 19   | –     | –    | 8                     | 1                     | –                  | –                  | 77    | 19    |
| Total       | Total     | 635   | 81   | 70    | 9    | 181                   | 14                    | 22                 | 5                  | 903   | 106   |

### Seleção Espanhola
| Ano     |       |       |
| Ano     | Jogos | Golos |
| ------- | ----- | ----- |
| 2000–01 | 1     | 0     |
| 2001–02 | 5     | 0     |
| 2002–03 | 8     | 0     |
| 2003–04 | 5     | 0     |
| 2004–05 | 8     | 1     |
| 2005–06 | 13    | 0     |
| 2006–07 | 7     | 3     |
| 2007–08 | 16    | 4     |
| 2008–09 | 14    | 1     |
| 2009–10 | 17    | 0     |
| 2010–11 | 7     | 1     |
| 2011–12 | 14    | 1     |
| 2012–13 | 11    | 1     |
| 2013–14 | 7     | 1     |
| Total   | 133   | 13    |

| #   | Data                   | Local                     | Adversário       | Placar | Resultado | Competição                  |
| --- | ---------------------- | ------------------------- | ---------------- | ------ | --------- | --------------------------- |
| 1.  | 26 de março de 2005    | Salamanca, Espanha        | China            | 2–0    | 3–0       | Amistoso                    |
| 2.  | 6 de setembro de 2006  | Belfast, Irlanda do Norte | Irlanda do Norte | 0–1    | 3–2       | Elim. Euro 2008             |
| 3.  | 11 de outubro de 2006  | Múrcia, Espanha           | Argentina        | 1–0    | 2–1       | Amistoso                    |
| 4.  | 2 de junho de 2007     | Riga, Letônia             | Letónia          | 0–2    | 0–2       | Elim. Euro 2008             |
| 5.  | 12 de setembro de 2007 | Oviedo, Espanha           | Letónia          | 1–0    | 2–0       | Elim. Euro 2008             |
| 6.  | 21 de novembro de 2007 | Las Palmas, Espanha       | Irlanda do Norte | 1–0    | 1–0       | Elim. Euro 2008             |
| 7.  | 4 de junho de 2008     | Santander, Espanha        | Estados Unidos   | 1–0    | 1–0       | Amistoso                    |
| 8.  | 26 de junho de 2008    | Viena, Áustria            | Rússia           | 0–1    | 0–3       | UEFA Euro 2008              |
| 9.  | 20 de agosto de 2008   | Copenhague, Dinamarca     | Dinamarca        | 0–2    | 0–3       | Amistoso                    |
| 10. | 29 de março de 2011    | Kaunas, Lituânia          | Lituânia         | 0–1    | 1–3       | Elim. Euro 2012             |
| 11. | 6 de setembro de 2011  | Logroño, Espanha          | Liechtenstein    | 3–0    | 6–0       | Elim. Euro 2012             |
| 12. | 7 de setembro de 2012  | Pontevedra, Espanha       | Arábia Saudita   | 3–0    | 5–0       | Amistoso                    |
| 13. | 11 de outubro de 2013  | Palma de Maiorca, Espanha | Bielorrússia     | 1–0    | 2–1       | Elim. Copa do Mundo de 2014 |

## Estatísticas como treinador
Atualizadas até 26 de março de 2024
| Clube     | Anos      | Jogos | Vitórias | Empates | Derrotas | Aproveitamento |
| --------- | --------- | ----- | -------- | ------- | -------- | -------------- |
| Al-Sadd   | 2019–2021 | 102   | 67       | 17      | 18       | 71.24%         |
| Barcelona | 2021–2024 | 141   | 88       | 24      | 29       | 68.09%         |
| Total     | 2019–     | 243   | 155      | 41      | 47       | 69.41%         |

## Títulos como jogador
Barcelona
- La Liga: 1998–99, 2004–05, 2005–06, 2008–09, 2009–10, 2010–11, 2012–13 e 2014–15
- Supercopa da Espanha: 2005, 2006, 2009, 2010, 2011 e 2013
- Liga dos Campeões da UEFA: 2005–06, 2008–09, 2010–11 e 2014–15
- Copa do Rei: 2008–09, 2011–12 e 2014–15
- Supercopa da UEFA: 2009 e 2011
- Copa do Mundo de Clubes da FIFA: 2009 e 2011

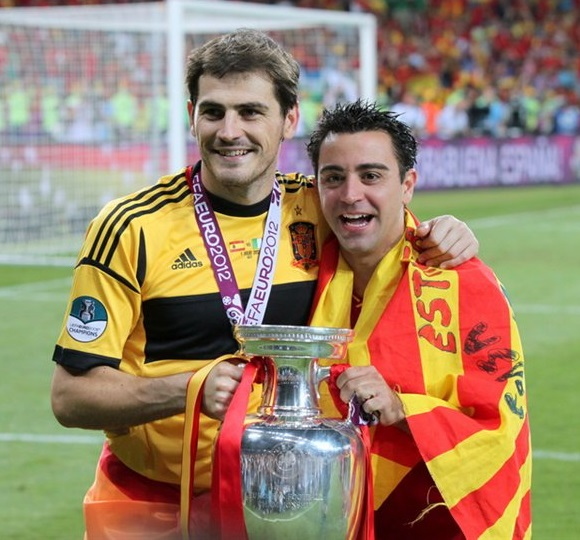
Xavi e Iker Casillas celebrando a conquista da Euro 2012

Al-Sadd
- Copa do Catar: 2017
- Copa do Emir do Catar: 2017
- Supercopa do Catar: 2017
- Liga do Catar: 2018–19

Seleção Espanhola Sub-20
- Copa do Mundo FIFA Sub-20: 1999

Seleção Espanhola
- Eurocopa: 2008 e 2012
- Copa do Mundo FIFA: 2010

### Prêmios individuais
- Jogador Revelação da La Liga: 1998–99
- Melhor Jogador Espanhol da La Liga: 2004–05
- Equipe da Euro: 2008 e 2012
- Melhor Jogador da Euro: 2008
- Homem do jogo da final da Euro: 2008
- Equipe do Ano da UEFA: 2008, 2009, 2010, 2011 e 2012
- FIFPro World XI: 2008, 2009, 2010, 2011, 2012 e 2013
- IFFHS All-Time World Men's Dream Team: 2008, 2009, 2010 e 2011[48]
- Melhor Meia da UEFA: 2008–09
- Melhor Meia da La Liga: 2008–09, 2009–10 e 2010–11
- Homem do jogo da final da Liga dos Campeões da UEFA: 2008–09
- Equipe do Ano ESM: 2008–09, 2010–11 e 2011–12
- Bola de Bronze da Copa do Mundo de Clubes da FIFA: 2009
- Seleção da Copa do Mundo FIFA: 2010
- Melhor Jogador do Ano World Soccer: 2010
- Equipe da Década Don Balón: 2010
- Prêmio Príncipe das Astúrias: 2010
- Prêmio Catalunya de l’Esport: 2010
- Bola de Prata da Copa do Mundo de Clubes da FIFA: 2011
- Equipe do Ano de Sempre da UEFA
- Bola de Ouro Dream Team
- 11Leyendas jornal As: 2021[49]
- Seleção Espanhola de Todos os Tempos - IFFHS: 2022[50]

### Recordes
- Segundo jogador com mais partidas disputadas pelo Barcelona: 767 jogos
- Jogador com mais partidas disputadas pelo Barcelona na La Liga: 505 jogos
- Jogador com mais partidas disputadas pelo Barcelona na Liga dos Campeões da UEFA: 157 jogos

## Títulos como treinador
Al Sadd
- Supercopa do Catar: 2019
- Copa da Coroa do Príncipe do Catar: 2019–20 e 2020–21
- Copa das Estrelas do Catar: 2019–20
- Copa do Emir do Catar: 2020 e 2021
- Liga do Catar: 2020–21

Barcelona
- Supercopa da Espanha: 2022–23
- La Liga: 2022–23